# Danilo Popivoda
Danilo Popivoda (Lovćenac, 1 de maio de 1947 – Bijela, 9 de setembro de 2021) foi um futebolista esloveno nascido na Sérvia.

## Carreira
Popivoda atuou em 350 partidas pelo Olimpija Ljubljana, com o qual fez 117 gols. Enquanto jogava no clube, foi artilheiro do Campeonato Iugoslavo de 1973-74, marcando dezessete gols.
Também defendeu o Eintracht Braunschweig entre 1975 e 1981.
Foi um dos três únicos eslovenos que atuaram na Seleção Iugoslava em Copas do Mundo, ao lado de Branko Oblak (com quem foi à de 1974 e Srečko Katanec. 
Participou ainda da Eurocopa 1976, sediada na Iugoslávia, chegando a marcar contra a Alemanha Ocidental, então detentora do título continental e também campeã mundial.

## Morte
Popivoda morreu em 9 de setembro de 2021, aos 74 anos de idade, em Bijela.